# Luis Reyna
Luis Alberto Reyna Navarro (Huánuco, 1959. május 16. –) válogatott perui labdarúgó, középpályás.

## Pályafutása

### Klubcsapatban
1978 és 1984 között a Sporting Cristal, 1985 és 1989 között az Universitario labdarúgója volt. A Sportinggal három, az Universitarióval két bajnoki címet nyert.

### A válogatottban
1980 és 1989 között 39 alkalommal szerepelt a perui válogatottban és egy gólt szerzett. Részt vett az 1982-es spanyolországi világbajnokságon. Tagja volt az 1983-as Copa Américán bronzérmes csapatnak.

## Sikerei, díjai
Peru
- Copa América
  - bronzérmes: 1983

 Sporting Cristal
- Perui bajnokság
  - bajnok (3): 1979, 1980, 1983

 Universitario
- Perui bajnokság
  - bajnok (2): 1985, 1987